# Баязитов, Мухаммат-Сафа Гатауллович
Мухаммат-Сафа Атауллович Баязитов (тат. Мөхәммәт-Сафа Гатаулла улы Баязитов; 1877, Санкт-Петербург — 1937, Казань) — религиозный и общественный деятель, издатель газеты Нур, последний муфтий ОМДС. Репрессирован, реабилитирован посмертно.

## Биография
Мухаммат-Сафа Атауллович Баязитов родился в 1887 году в Петербурге в семье Гатауллы Баязитова. Образование получил в казанском медресе «Мухаммадия» и на факультете восточных языков Петербургского университета.
После смерти отца работал имамом 2-го прихода в Петербурге, затем стал ахуном С.-Петербурга и имамом Петербургского военного округа. Преподавал в военно-учебных заведениях, работал переводчиком в МИД России и продолжил издание газеты «Нур».
В 1913 году заведовал конторой Татарского кладбища в Санкт-Петербурге.
В 1914 году совместно с генералом Шейх-Али основал Всероссийский мусульманский союз «Прямой путь». По мнению современников (Кутлуг-Мухаммеда Тевкелева, Ибниамина Ахтямова, Гаяза Исхаки, Мусы Биги и др.), этот союз придерживался «ультраконсервативных» и даже черносотенных позиций, а также был связан с Охранным отделением.
С 1915 после смерти Мухаммедьяра Султанова был назначен муфтием Оренбургского магометанского духовного собрания, однако был отвергнут мусульманской элитой. В 1916 г. в Петрограде было создано бюро при мусульманской фракции, которые со временем стало воспринимать себя единственными законными представителями мусульман России. После Февральской революции Мухаммад-Сафа Баязитов был смещен с поста муфтия лидерами мусульман Уфы по обвинению в доносительстве и помещён под домашний арест.
С 1918 года имам Петроградской мечети. В годы Советской власти он перебивался случайными заработками. В годы «большого террора» был репрессирован («султангалиевщина»). Расстрелян 26 декабря 1937 году. Реабилитирован посмертно в годы «хрущёвской оттепели».